# Kummerower See
Kummerower See (pol. hist. Jezioro Komorowskie) – jezioro położone jest w niemieckim kraju związkowym Meklemburgia-Pomorze Przednie w powiecie Mecklenburgische Seenplatte około 70 km na południe od Stralsundu.